# Заворот кишки
Заворот кишки — состояние, при котором петля кишечника закручивается вокруг себя и поддерживающей её брыжейки, что приводит к развитию кишечной непроходимости. Симптомы включают боль в животе, вздутие живота, рвоту, запор и кровь в стуле. Дебют симптомов может быть острым или постепенным. Брыжейка может перекручиваться настолько туго, что прекращается приток крови к части кишечника и развивается ишемия кишечника. В этой ситуации может появиться лихорадка или значительная боль при прикосновении к животу.
Факторы риска включают врожденный дефект, известный как неполный поворот кишечника, увеличение толстой кишки, болезнь Гиршпрунга и спайки брюшной полости. Длительные запоры и диета с высоким содержанием клетчатки также могут увеличить риск. Наиболее вовлекаемой частью кишечника у взрослых является сигмовидная кишка; на втором месте по степени поражения находится слепая кишка. У детей чаще всего поражается тонкая кишка. Также может пострадать желудок. Диагноз обычно устанавливается с помощью медицинской визуализации, такой как снимки обзорной рентгенографии живота, серийная рентгеноскопия желудочно-кишечного тракта или компьютерная томография.
Разрешение заворота сигмовидной кишки в некоторых случаях может наступить во время проведения ректороманоскопии или ирригационной клизмы. Из-за высокого риска рецидива обычно рекомендуется резекция кишечника в течение двух последующих дней. Если кишечник сильно перекручен или прекращено кровоснабжение, требуется немедленная операция. При завороте слепой кишки часто требуется хирургическое удаление части кишечника. Если слепая кишка все ещё жизнеспособна, в некоторых случаях её можно вернуть и подшить в нормальном положении.
Случаи заворота были описаны в Древнем Египте ещё в 1550 г. до н.э. Чаще всего заболевание встречается в Африке, на Ближнем Востоке и в Индии. Частота встречаемости заворота кишки в Соединённых Штатах составляет около 2-3 случаев на 100 000 человек в год. Заворот сигмовидной и слепой кишки обычно возникает в возрасте от 30 до 70 лет Исходы заболевания зависят от того, произошла ли гибель ткани кишечника. Термин volvulus происходит от латинского «volvere»; что означает «катиться».